# Heidbarghof

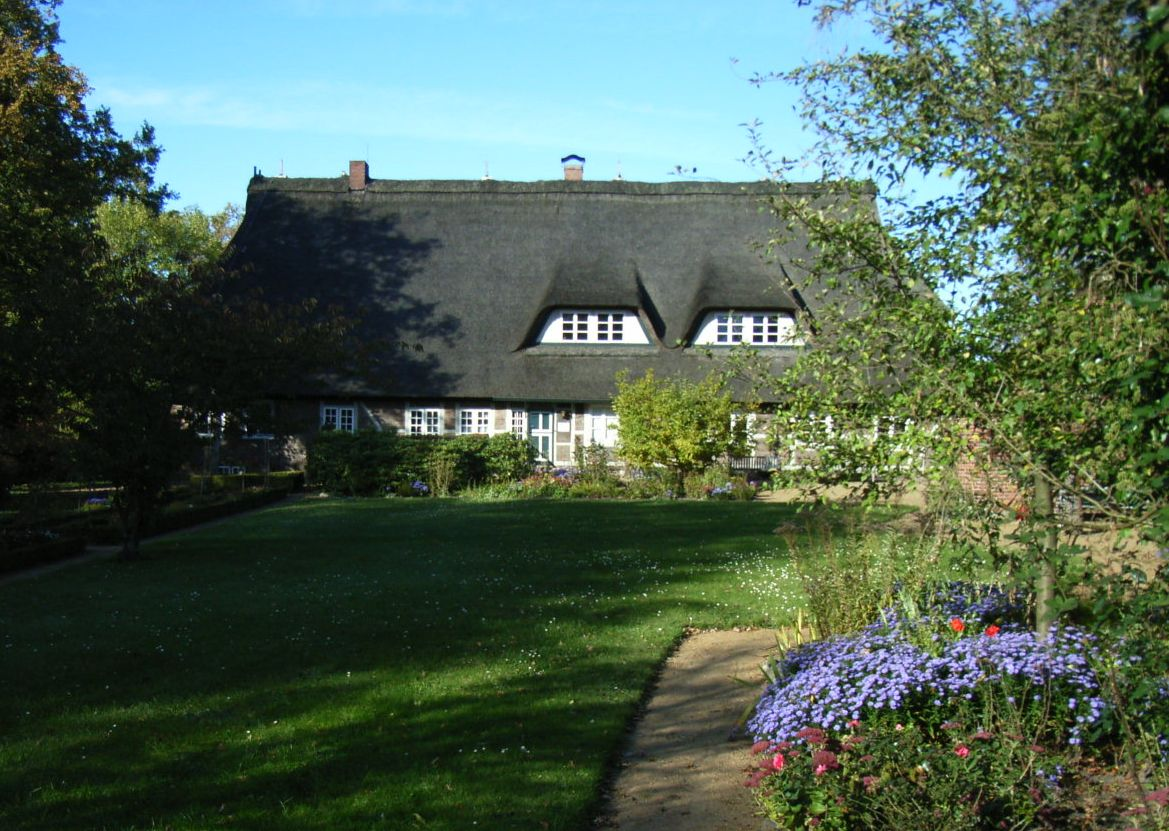
Bauerngarten im Heidbarghof

Der Heidbarghof ist ein ehemaliger Bauernhof in Hamburg-Osdorf an der Langelohstraße 141–149. Zu dem denkmalgeschützten Ensemble zählen ein Wohnwirtschaftsgebäude von 1842, zwei Stallgebäude aus der zweiten Hälfte des 19. Jahrhunderts, von denen eines auch als Backhaus diente, sowie ein Altenteiler bzw. Kate von 1789, die somit das älteste erhaltene Gebäude des Hofs darstellt. Der Heidbarghof dient auch als Kulturzentrum.

## Geschichte
Der Hof wurde 1590 erstmals erwähnt, er befand sich damals offenbar im Besitz von Hans Boge, auch Buege, doch auch Marx Schmitt beglich amtliche Rechnungen. Er entwickelte sich in der Folge aus einer kleinen Kätnerstelle zu einer Halbhufe. Die Hofstelle war im Januar 1629 von Hans Gorbeck an zwei Brüder mit den Namen Hans und Jochim Langeloh verkauft worden, doch bereits am 7. Juni 1629 ging sie von Jochim Langeloh in den Besitz von Tönnieß Jürgenß aus Sülldorf über. Ihm folgte 1646 sein Sohn Harmen, nach anderen Unterlagen möglicherweise auch Hans genannt. Unter anderem nach Besitzerwechseln zu Johann von Minden und Ernst Hatje kam der Hof 1736 in den Besitz der Familie von Appen, wo er über 150 Jahre blieb. Erst am 15. Juli 1890 übernahm Cord Behrmann den Hof von der Familie. 1919 erhielten ihn die Tochter Catharina Margaretha Behrmann und ihr Ehemann Gustav Gätgens. 1971 ging er in den Besitz von deren Tochter Elisabeth Gätgens über, die 1981 starb; seit 1985 ist die Elisabeth-Gätgens-Stiftung die Besitzerin.
Seitdem finden auch Konzert- und Kulturveranstaltungen im Heidbarghof statt. Der Heidbarghof weist einen gut gepflegten Bauerngarten auf, den einzigen im Hamburger Westen.